# Porto das Baixas
O Porto das Baixas é uma instalação portuária portuguesa, localizada no lugar da Terra do Pão, freguesia de São Caetano, no concelho da Madalena do Pico, ilha do Pico, arquipélago dos Açores.
Esta instalação portuária é principalmente usada para fins piscatórios e de recreio.